# Стамбула, Николай Пантелеевич
Никола́й Пантелее́вич Стамбула́ (род. 20 декабря 1945, Рубежное, Ворошиловградская область) — советский и российский актёр кино и телевидения, кинорежиссёр и сценарист.

## Биография
Родился в городе Рубежное Ворошиловградской области (ныне — Северодонецкий район Луганской области Украины). В 1963 году окончил Херсонское мореходное училище, служил на флоте.
 В 1977 году окончил режиссёрский факультет ВГИКа (мастерская С. Бондарчука).
Автор сценариев, снялся в нескольких фильмах, также выступил продюсером некоторых собственных фильмов.

### Семья
Женат. Сын — Владимир Николаевич Стамбула (род. 1982), взявший в качестве псевдонима девичью фамилию бабушки — Волга, мастер спорта по боксу, чемпион Москвы, сыграл главную роль в фильме «Марш-бросок».

## Фильмография

### Актёр
- 1992 — Увидеть Париж и умереть — продавец валюты
- 2001 — Семейные тайны — Роман Петрович, ростовщик Славы
- 2007 — Диверсант 2: Конец войны — полковник ГРУ
- 2007 — На пути к сердцу — авторитет
- 2012 — Краплёный — «Диспетчер»

### Режиссёр
- 1982 — Предисловие к битве
- 1986 — Карусель на базарной площади
- 1989 — Наваждение
- 1991 — За последней чертой
- 1993 — Операция «Люцифер»
- 1995 — Волчья кровь
- 2003 — Марш-бросок
- 2003 — Баязет (совместно с Андреем Черных)
- 2004 — Джек-пот для Золушки

### Сценарист
- 1982 — Предисловие к битве
- 1993 — Операция «Люцифер»
- 1995 — Волчья кровь

### Продюсер
- 1993 — Операция «Люцифер»
- 1995 — Волчья кровь